# Marin Robu
Marin Robu (Chisináu, 19 de marzo de 2000) es un deportista moldavo que compite en halterofilia.
Ganó dos medallas de bronce en el Campeonato Mundial de Halterofilia, en los años 2021 y 2024, y cuatro medallas en el Campeonato Europeo de Halterofilia entre los años 2021 y 2025.
Participó en dos Juegos Olímpicos de Verano, ocupando el octavo lugar en Tokio 2020 (73 kg) y el cuarto en París 2024 (89 kg).

## Palmarés internacional
| Campeonato Mundial | Campeonato Mundial   | Campeonato Mundial | Campeonato Mundial |
| Año                | Lugar                | Medalla            | Categoría          |
| ------------------ | -------------------- | ------------------ | ------------------ |
| 2021               | Taskent (Uzbekistán) | Medalla de bronce  | 81 kg              |
| 2024               | Manama (Baréin)      | Medalla de bronce  | 89 kg              |
| Campeonato Europeo |                      |                    |                    |
| Año                | Lugar                | Medalla            | Categoría          |
| 2021               | Moscú (Rusia)        | Medalla de plata   | 73 kg              |
| 2023               | Ereván (Armenia)     | Medalla de bronce  | 89 kg              |
| 2024               | Sofía (Bulgaria)     | Medalla de bronce  | 89 kg              |
| 2025               | Chisináu (Moldavia)  | Medalla de plata   | 89 kg              |